# Сінгапур
Респу́бліка Сінгапу́р (санскр. सिंह siṃha — лев і पुर pura — місто; англ. Singapore) — місто-держава, яка розташована на островах Південно-Східної Азії, що відділені від Малаккського півострова Джохорською протокою. Площа 734,3 км²; столиця — Сінгапур. Складається з острова Сінгапур і 57 дрібних островів.
Глава держави Халіма Якоб з 14 вересня 2017 року, глава уряду Лі Сянь Лун із 2004 року. Політична система: ліберальна демократія з обмеженнями для опозиції. Експорт: електроніка, нафтопродукти, гума, устаткування, транспортні засоби. Населення 5,2 млн осіб (китайці 75 %, малайці 14 %, тамільці 7 %). Мови: малайська (національна), китайська, тамільська, англійська (державні).
Сінгапур був частиною багатьох імперій, оскільки був заселений в другому столітті нашої ери. Тут був торговий пункт Ост-Індської компанії в 1819 році з дозволу Джохорського султанату. Британці здобули повну владу над островом в 1824 році, а в 1826 році Сінгапур ввійшов до складу Стрейтс-Сетлментс. Під час Другої світової війни Сінгапур був окупований японцями та повернувся під владу Британії після війни. Незалежність здобуто 1959 року. Сінгапур приєднався до нової Федерації Малайзія 1963-го, але його еліти не знайшли порозуміння з малайзійським урядом, в першу чергу через різне бачення застав формування нової малайзійської нації. Сінгапур був фактично вимушений підписати 7 серпня 1965 року акт державної незалежності. Через швидке зростання багатства вважається одним з Чотирьох азійських тигрів. Економіка сильно залежить від промисловості та сфери обслуговування. Сінгапур світовий лідер у кількох галузях, тут четвертий найбільший фінансовий центр у світі, другий найбільший у світі ринок азартних ігор, третій найбільший нафтопереробний завод. Порт Сінгапуру входить до п'ятірки найзавантаженіших портів світу. В країні більше доларових мільйонерів на душу населення, ніж у будь-якій іншій країні. Світовий банк відзначає Сінгапур як державу, де найлегше у світі робити бізнес.
Сінгапур — парламентська республіка з вестмінстерською системою урядування та однопалатним парламентом. Партія Народної Дії (ПНД) перемагала на всіх виборах відколи Британія надала незалежність в 1959 році. Правова система Сінгапуру походить від системи англійського права, до якої з часом були введені зміни протягом років, наприклад ліквідація суду присяжних. Популярний образ ПНД як сильне, досвідчене та висококваліфіковане керівництво, яке спирається на кваліфікованих державних службовців та на освітню систему з наголошенням на особистих здобутках та меритократії; але яка вважається деякими виборцями, опозиційними критиками та міжнародними спостерігачами як авторитарна та така, що занадто обмежує особисті свободи.
Сінгапур один з п'яти засновників Асоціації держав Південно-східної Азії, тут також розташований секретаріат APEC, держава є членом Східно-Азійського саміту, руху неприєднання та співдружності націй.

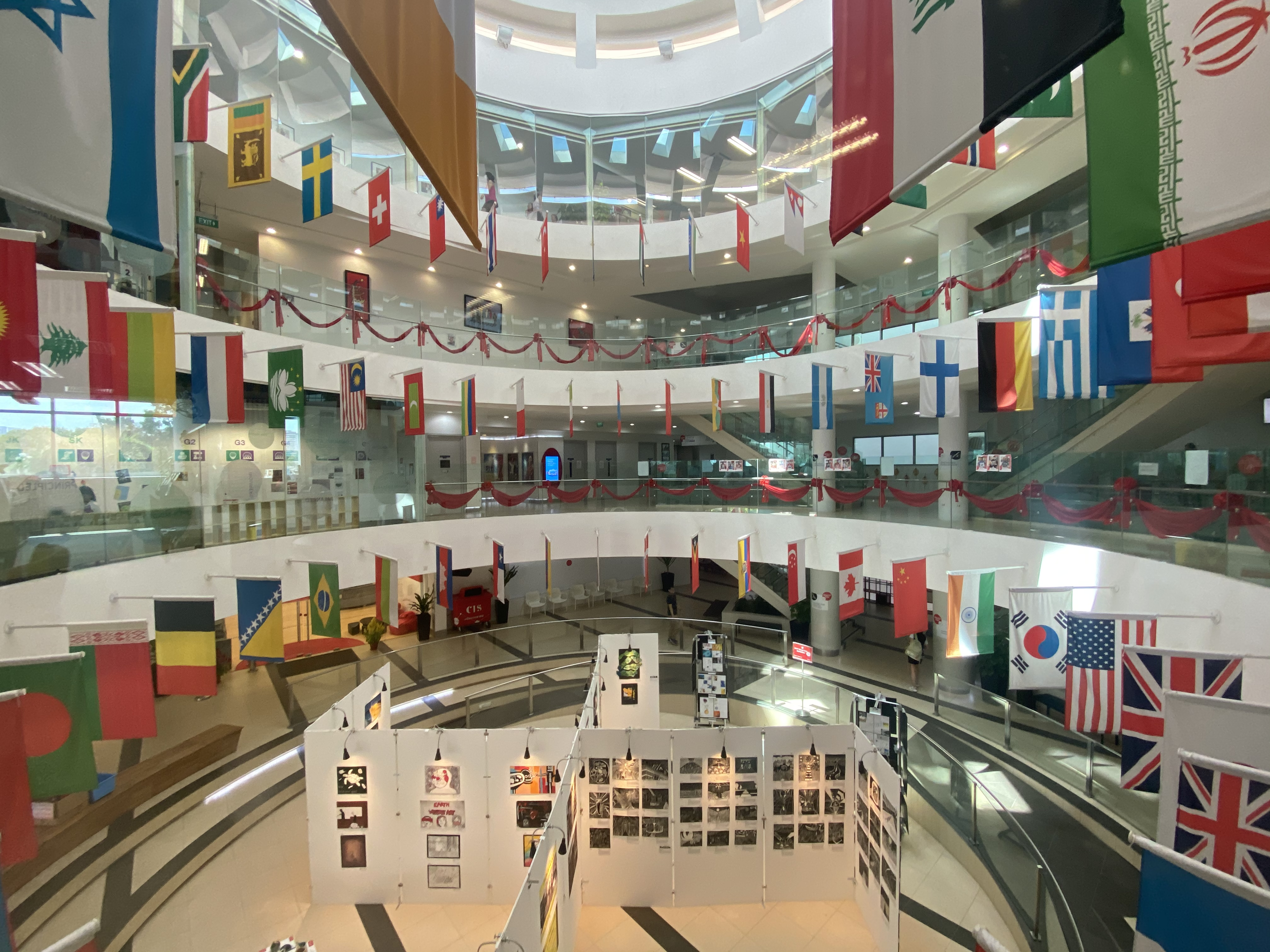
Канадська міжнародна школа в Сінгапурі

## Етимологія
Назва «Сінгапур» походить від малайського «сінга» (лев), слово запозичене з санскритського सिंह (siṃhá «лев»), і санскритського पुर (pura «місто»), тобто «місто лева», або «лев'яче місто». Згідно з малайською легендою, на цьому місці її герої зустріли лева.

## Історія Сінгапуру

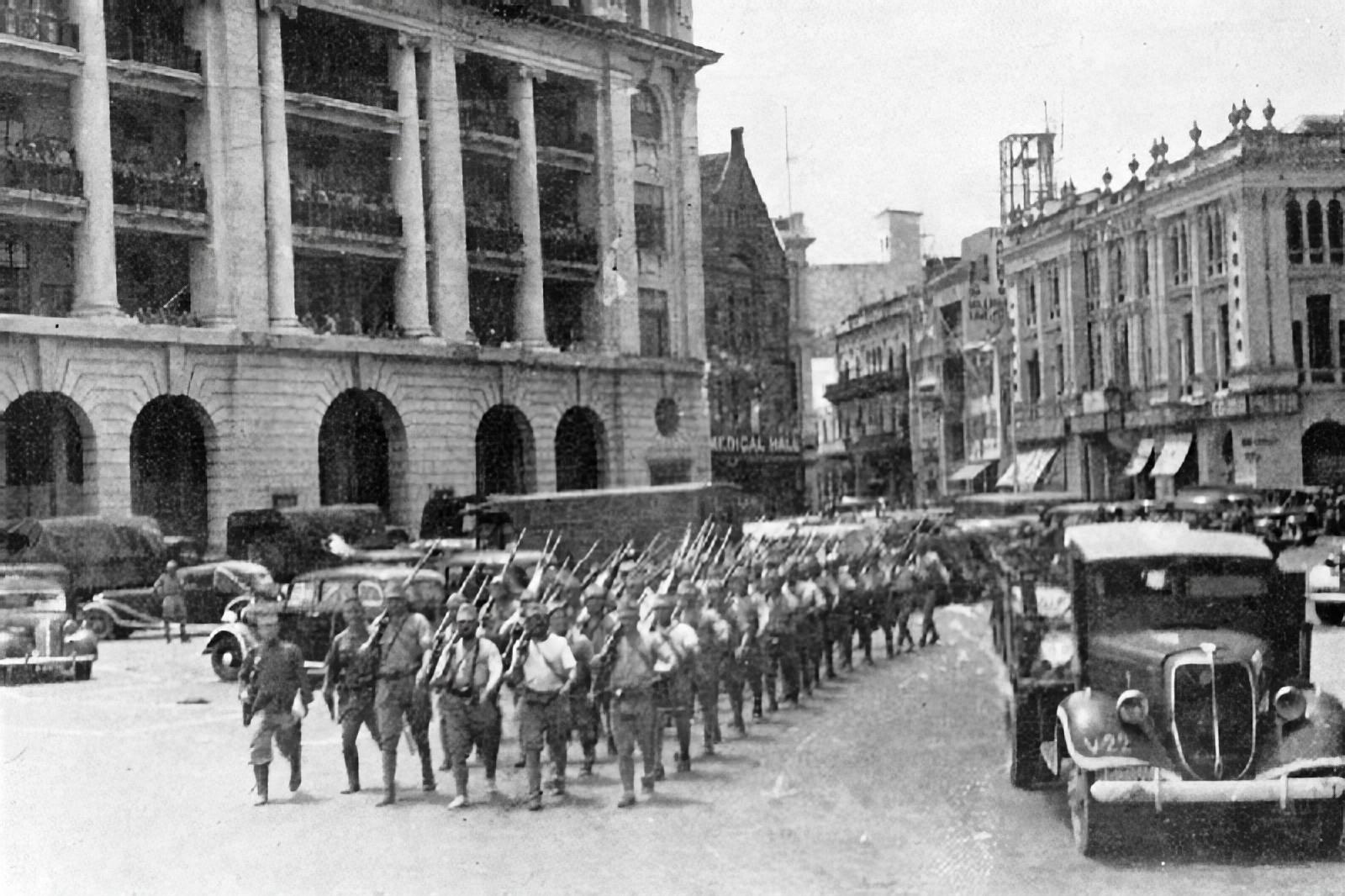
Парад японських військ у Сінгапурі (лютий 1942)

Найстаріші згадки про територію сучасного Сінгапуру існують у китайській літературі. Територія має різноманітні назви за стародавніми джерелами, зокрема назву «Темасек» (або «Тумасік») — з яванської — «місто біля моря», і перша згадка про назву «Сінгапур» датується XIII ст., що в перекладі з малайської означає «Місто Лева». Назва «Тумасік» збереглась до наших днів, сьогодні у назві офіційної резиденції прем'єр-міністра Сінгапуру «Шрі Тумасік».
Відомо що з VII по XIII століття ця територія знаходилася під владою буддійської імперії Шривіджая, яка, у свою чергу, керувалася з сусіднього острова Суматра. В XI столітті територія була короткочасно окупована військом індійського короля. Острів переходив з рук у руки і в XVI столітті опинився під владою ісламського султанату Малакка. З часом стратегічно розташоване на шляху давніх морських шляхів місце зазнало повільного занепаду. У результаті португальської окупації Малакки керівний центр султанату перемістився до району Джохор, що між Малаккою та Сінгапуром. З цього часу Сінгапур підпорядковано султанатові Джохору.
Велика Британія в пошуку проміжних портів для своїх морських шляхів з колоній на сході підписала угоду 6 лютого 1819 року з султаном Джохору та керівництвом Сінгапура щодо надання дозволу англійцям створити свої поселення на цій території. Невдовзі тут була заснована британська факторія. З 1819 року Сінгапур процвітає як безмитний торговельний центр, підпорядкований Великій Британії. У 1824 році були підписані 2 угоди з голландцями, за якими Голландія визнає права британців на цю землю, та з володарями території щодо надання Сінгапурові статусу володіння Великої Британії в обмін на грошові винагороди.
З часом, у 1832 році, Сінгапур став адміністративним центром британських колоній у регіоні. У цей час до цих колоній, окрім Сінгапуру, увійшли Малакка та Пенанг. Порт Сінгапуру став найважливішим місцем на шляху транспортних суден, які сполучають Європу та Азію. До 1860 року населення зросло до більш ніж 80 тисяч мешканців за рахунок мігрантів з Китаю, Малайзії, Індії, Європи та інших країн.
У ході Другої світової війни Сінгапур бомбардувала японська авіація, і 15 лютого 1942 року окупований Японією. Після поразки Японії британці повернулися до Сінгапуру в лютому 1945 року.
У 1946 році Малакка та Пенанг приєдналися до Малайського Союзу і потім до Малайської Федерації у 1948 році. Сінгапур лишився королівською колонією Великої Британії. У 1948 році комуністами була зроблена спроба захопити владу, вони зазнали поразки, в колонії був оголошений надзвичайний стан, який протримався до 1953 року. Статус автономії надано 1959 року й у травні були обрані представники до законодавчих зборів загальним голосуванням, утверджена нова конституція, на чолі влади постав прем'єр-міністр Лі Куан Ю. 16 вересня 1963 року була сформована Малайзія, до її складу входить і Сінгапур з умовами збереження автономії в деяких політичних питаннях.
Сінгапур вийшов зі складу Малайзії 9 серпня 1965 року, і постав незалежною демократичною державою у складі Британської Співдружності Націй на чолі з президентом. Набув членство в ООН 21 вересня 1965 року.

## Географія
Сінгапуру належать 63 острови, включно з головним островом, який широко відомий як Сінгапурський острів або Пулау-Уджонг. До Джохору в Малайзії ведуть два головні штучні сполучення: Джохорсько-Сінгапурська гребля на півночі та Друге сполучення Туаса на заході. Острови Джуронг, Пулау-Теконг, Пулау-Убін та Сентоса — найбільші з менших островів Сінгапуру. Найвища точка природна точка — пагорб Букіт-Тіма висотою 166 метрів.
Внаслідок процесу намивання землі, який збільшив площу Сінгапуру з 581,5 км2 в 1960-х до 704 км2 наразі; ця площа може зрости ще на 100 км2 до 2030 року. Деякі процеси утворюють злиття менших островів через намивання землі, щоб утворити більший та функціональніший острів, як було із островом Джуронг. 5 % землі Сінгапуру зберігають як заповідники. Через урбанізацію зникли головним чином дощові ліси, Природний заповідник Букіт Тіма єдиний значний дощовий ліс, що залишився.
У Сінгапурі екваторіальний клімат без чітко визначених сезонів, постійною температурою та тиском, високою вологістю та рясними дощами. Температура зазвичай коливається від 23 до 32 °C. Середня відносна вологість близько 79 % вранці та 73 % після обіду. Квітень та травень найгарячіші місяці року, та більш вологий сезон мусонів з листопада по січень. З липня по жовтень, часто буває легкий туман через загоряння кущів в сусідній Індонезії.
| Клімат Сінгапура                             | Клімат Сінгапура | Клімат Сінгапура | Клімат Сінгапура | Клімат Сінгапура | Клімат Сінгапура | Клімат Сінгапура | Клімат Сінгапура | Клімат Сінгапура | Клімат Сінгапура | Клімат Сінгапура | Клімат Сінгапура | Клімат Сінгапура | Клімат Сінгапура |
| Показник                                     | Січ.             | Лют.             | Бер.             | Квіт.            | Трав.            | Черв.            | Лип.             | Серп.            | Вер.             | Жовт.            | Лист.            | Груд.            | Рік              |
| Абсолютний максимум, °C                      | 34,3             | 35,2             | 36,0             | 35,8             | 35,4             | 35,0             | 34,0             | 34,2             | 34,3             | 34,6             | 34,2             | 33,8             | 36,0             |
| Середній максимум, °C                        | 30,1             | 31,2             | 31,6             | 31,7             | 31,6             | 31,3             | 30,9             | 30,9             | 30,9             | 31,1             | 30,6             | 30,0             | 31,0             |
| Середня температура, °C                      | 26,0             | 26,5             | 27,0             | 27,4             | 27,7             | 27,7             | 27,4             | 27,3             | 27,2             | 27,0             | 26,5             | 26,0             |                  |
| Середній мінімум, °C                         | 23,3             | 23,6             | 23,9             | 24,4             | 24,8             | 24,8             | 24,6             | 24,5             | 24,2             | 24,1             | 23,7             | 23,5             | 24,1             |
| Абсолютний мінімум, °C                       | 19,4             | 19,7             | 20,2             | 20,7             | 21,2             | 20,8             | 19,7             | 20,2             | 20,7             | 20,6             | 21,1             | 20,6             | 19,4             |
| Середня кількість сонячних годин на місяць   | 172,4            | 183,2            | 192,7            | 173,6            | 179,8            | 177,7            | 187,9            | 180,6            | 156,2            | 155,2            | 129,6            | 133,5            | 2022,4           |
| Норма опадів, мм                             | 243.2            | 159.9            | 185.7            | 178.9            | 171.3            | 162.1            | 158.7            | 175.4            | 169.2            | 193.8            | 256.9            | 287.4            |                  |
| Днів з дощем                                 | 15               | 11               | 14               | 15               | 15               | 13               | 13               | 14               | 14               | 16               | 19               | 19               | 178              |
| Вологість повітря, %                         | 84.7             | 82.8             | 83.8             | 84.8             | 84.4             | 83.0             | 82.8             | 83.0             | 83.4             | 84.1             | 86.4             | 86.9             | 84.2             |
| -------------------------------------------- | ---------------- | ---------------- | ---------------- | ---------------- | ---------------- | ---------------- | ---------------- | ---------------- | ---------------- | ---------------- | ---------------- | ---------------- | ---------------- |
| Джерело: National Environment Agency та NOAA |                  |                  |                  |                  |                  |                  |                  |                  |                  |                  |                  |                  |                  |

## Економіка

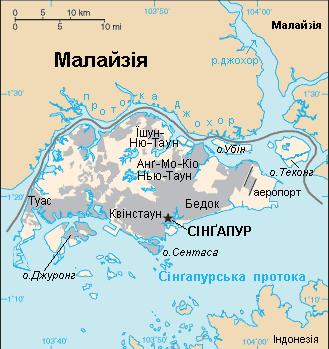
Карта Сінгапуру

Сінгапур, порівняно з іншими країнами регіону, має добре розвинену ринкову економіку без помітної корупції, зі стабільними цінами на товари і високою заробітною платнею. Відсоток безробітних становить приблизно 3 %.
Економіка сильно залежить від експорту, зокрема від електроніки та виробництва.
Занепад світової економіки у 2001—2003 роках завдав шкоди й Сінгапурській економіці через зниження попиту у галузі технологій. Туристичний сектор постраждав через спалах гострого респіраторного синдрому у 2003 році. Економічні показники в останні роки почали показувати позитивні результати, так, у 2004 році ВВП країни зріс на 8 %, у 2005 році спостерігалося зростання на 5,7 %.
До незалежності в 1965 році, Сінгапур був столицею Стрейтс-Сетлементс (британських володінь на Малайському півострові) та Колонією Корони (що не має місцевого самоврядування). Ця країна була також основною військово-морською базою Британії в Східній Азії. Завдяки статусу основної британської бази в регіоні, а також маючи найбільший на той час сухий док у світі, у вигляді військово-морської бази Сінгапуру, місто було розрекламоване в пресі як «Гібралтар Сходу». Відкриття Суецького каналу в 1869 році викликало бум світової торгівлі й Сінгапур перетворився на головний торговий вузол у світі, а порт Сінгапуру став одним з найбільших та найзавантаженіших портів світу. До здобуття незалежності в 1965, Сінгапур мав ВВП на душу населення $ 511 та посідав третє місце у Східній Азії за цим показником. Після здобуття незалежності, прямі іноземні інвестиції та курс держави на індустріалізацію, оснований на планах Гох Кенг Свіі та Альберта Вінсеміуса, створили нову економіку.

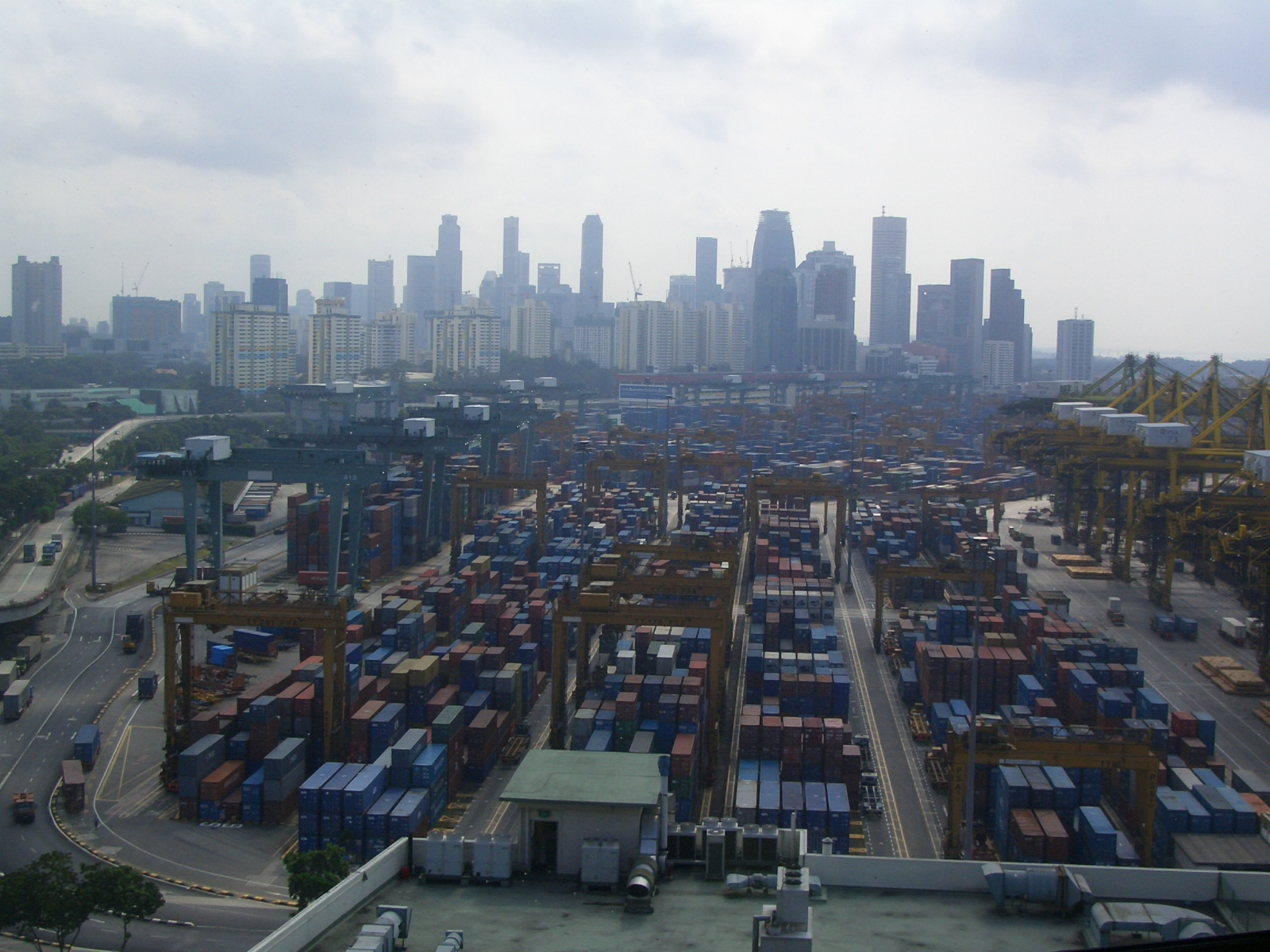
Порт Сінгапуру, один з найбільш завантажених портів світу, з хмарочосами Сінгапура на задньому плані

На сьогодні Сінгапур має високорозвинену ринкову економіку, історично засновану на широкій транзитній торгівлі. Разом з Гонконгом, Південною Кореєю та Тайванем Сінгапур є одним з чотирьох азійських тигрів. Економіка Сінгапуру відома як одна з найбільш вільних, найбільш інноваційна, найбільш конкурентоспроможна, найсприятливіша для бізнесу та найменш корупційна у світі. В Індексі економічної свободи за 2011 рік Сінгапур посідає друге місце за вільністю економіки у світі після Гонконгу. Згідно з Індексом сприйняття корупції, Сінгапур також постійно посідає місце серед найменш корупційних країн світу, поруч з Новою Зеландією та скандинавськими країнами.
Сінгапур займає 14 місце серед найбільших експортерів та 15 місце серед найбільших імпортерів у світі. Країна має найбільший коефіцієнт торгівлі до валового національного продукту (ВНП) у світі 407,9 %, що вказує на важливість торгівлі для її економіки. Ця країна єдина в Азії країна, яка має кредитний рейтинг ААА у всіх трьох найбільших кредитно-рейтингових агентств — Standard&Poor's, Moody's та Fitch Ratings. Сінгапур приваблює велику кількість прямих іноземних інвестицій завдяки своєму розташуванню, вільним від корупції середовищем, досвідченою робочою силою, низькими податками та передовою інфраструктурою. У Сінгапурі знаходиться більше 7000 міжнаціональних корпорацій зі Сполучених Штатів, Японії та Європи. Тут розташовано також 1500 компаній з Китаю та 1500 з Індії. Іноземні фірми можна знайти практично в усіх сферах економіки. Сінгапур також є другим по величині іноземним інвестором в Індії. Приблизно 44 % робочої сили міста не є сінгапурцями. Більше десяти договорів про вільну торгівлю підписано з іншими країнами та регіонами.
Сінгапур також має один з десяти найбільших у світі золотовалютних резервів. Валютою Сінгапуру є Сінгапурський долар, який випускається Валютним управлінням Сінгапуру. Він дорівнює Брунейському долару.
Економіка Сінгапуру сильно залежить від експорту та переробки імпортних товарів, особливо в промисловості, яка склала 27,2 % ВВП в 2010 році та містить в собі значну частку електроніки, нафтопереробки, хімічної промисловості, машинобудування та біології та медицини. У 2006 році Сінгапур виготовляв 10 % світового випуску напівпровідникових пластин. Не зважаючи на свій малий розмір, Сінгапур має багатогалузеву економіку, цю стратегію уряд вважає життєво необхідною для розвитку та стабільності.
Туризм також формує значну частку економіки Сінгапуру, 10,2 мільйонів туристів відвідали країну в 2007 році. Для того щоб привабити більше туристів, в 2005 році уряд легалізував азартні ігри та дозволив створити два грально-розважальні курорти. Сінгапур рекламує себе як центр медичного туризму: близько 200000 іноземців приїжджають туди на лікування кожного року, і медичне обслуговування Сінгапуру планує в 2012 році обслуговувати один мільйон іноземних пацієнтів щорічно та отримати доход 3 мільярди доларів США. Сінгапур також є навчальним центром, і багато іноземних студентів навчається в цій країні. У 2006 році Сінгапур прийняв більше 80000 міжнародних студентів. Тут навчається також більше 5000 малайських студентів, які кожен ранок перетинають дамбу Джохор-Сінгапур з надією здобути кращу освіту в Сінгапурі. У 2009 році, 29 % всіх студентів університетів Сінгапуру були іноземцями. Студенти походять в основному з ASEAN (Асоціація держав Південно-Східної Азії), Китаю та Індії.
Сінгапур є світовим лідером в декількох сферах економіки: країна є четвертим основним фінансовим центром у світі, має другий у світі ринок казино, один з трьох найбільших центрів переробки нафти, найбільший у світі виробник нафтобурового обладнання, та є основним судноремонтником у світі. Порт Сінгапуру є одним з п'яти найбільш завантажених портів у світі. Світовий Банк визнав Сінгапур як найсприятливіше місце у світі для ведення бізнесу та надав йому статус найбільшого центру логістики у світі. Нарешті, країна також займає четверте місце у світі як центр торгівлі іноземною валютою, після Лондона, Нью-Йорка та Токіо.
У результаті світової рецесії та різкого спаду в технологічному секторі, ВВП країни в 2001 році знизився на 2,2 %. Комітет економічного обзору, засідання якого відбулось у грудні 2001 року, рекомендував деякі зміни в стратегії управління для пожвавлення економіки. З того часу Сінгапур відновив свій рівень, в основному, завдяки покращенню світової економіки; економіка виросла на 8,3 % в 2004 році, 6,4 % в 2005 та 7,9 % в 2006 роках. Після зниження −0,8 % в 2009 році, економіка відновилась в 2010 та показала 14,5 % ВВП.
Більшість робітників в Сінгапурі задіяні в сфері обслуговування, працевлаштовані 2 151 400 робітників із 3 102 500 в 2010 році. Відсоток незайнятих, економічно активних людей у віці старше 15 років, становить близько 2 %. Рівень бідності є низьким, в порівнянні з іншими країнами регіону. Уряд надає дешеве житло (в формі квартир Комісії житлового будівництва) та фінансову допомогу для ще бідніших людей. У Сінгапурі нараховується найбільший відсоток мільйонних будинків, серед яких 15,5 % будинків коштують не менше одного мільйона доларів США.

### Цифри та факти

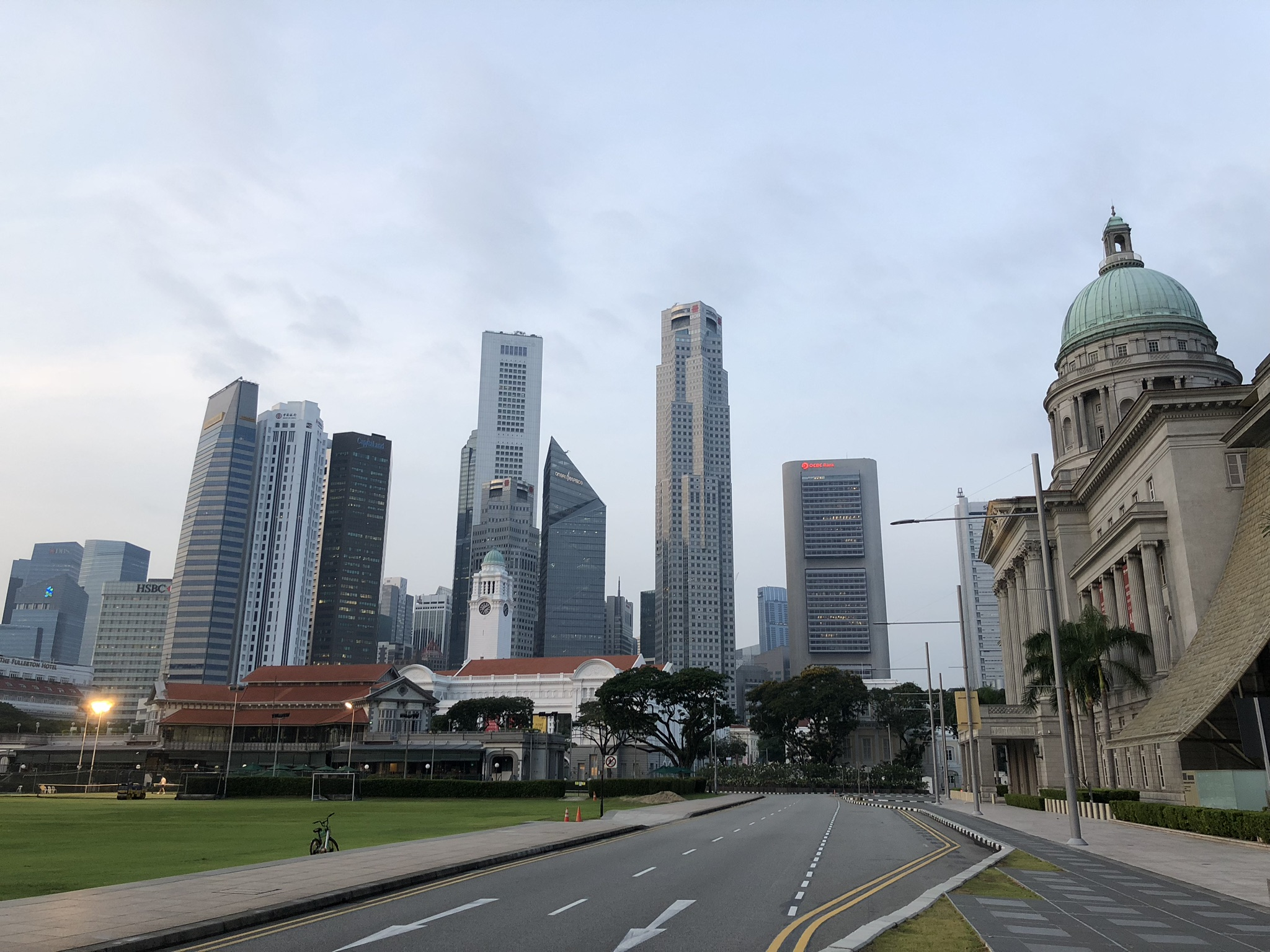
Центральна частина Сінгапура

Галузева зайнятість населення на 2003 рік: обробна промисловість — 18 %, будівництво — 6 %, перевезення та засоби сполучення — 11 %, послуги, зокрема фінансова та комерційна діяльність — 39 %, інші 26 %.
У 2004 році партнери в експорті були:
- Малайзія — 15,2 %
- США — 13 %
- Гонконг — 9,8 %
- Китай — 8,6 %
- Японія — 6,4 %
- Тайвань — 4,6 %
- Таїланд — 4,3 %
- Південна Корея — 4,1 %.

Партнери в імпорті на 2004 рік:
- Малайзія — 15,3 %
- США — 12,7 %
- Японія — 11,7 %
- Китай — 9,9 %
- Тайвань — 5,7 %
- Південна Корея — 4,3 %
- Таїланд — 4,1 %.

Країна очолила рейтинг Світового банку «Doing Business» за 2013 рік.
Усього у Сінгапурі 5 податків, із яких один податок на прибуток, один — робітничий податок. Сумарна ставка податків 27,1 %. Займає 5-те місце в рейтингу податкових систем світу. Всього 4 види імпортних товарів підлягають оподаткуванню при ввезенні: спиртні напої, тютюнові вироби, нафтопродукти та автомобілі.

## Державний устрій країни
Сінгапур — республіка, парламентська демократія англійської однопалатної (Вестмінстерської) системи. Головою держави є президент, якого обирають на 6 років. Голова уряду — прем'єр-міністр.
Хоча кабінет міністрів формально призначає президент, ця посада скоріше церемоніальна. Виконавча влада належить голові уряду. 1991 року президент здобув право вето на рішення парламенту стосовно монетарної і правової політики.
Законодавчий орган — парламент, до якого входять 84 депутати, вибрані загальним голосуванням раз на 5 років, а також до 9 депутатів, призначених президентом. Правлячою партією Сінгапуру з часів здобуття незалежності є і залишається Партія Народної Дії, очолювана незмінним лідером країни Лі Куаном Ю (Lee Kuan Yew). Міжнародна організація Freedom House визнає Сінгапур, як «частково вільну» країну. В країні встановлені частково демократичні — частково авторитарні порядки. Хоча виборчий процес (у частині підрахунку голосів) визнається вільним, але керівна партія критикується за цензуру в мас медіа і тиск на опозиційні партії.
Адміністративно Сінгапур поділяється на 5 регіонів.
Для поділу Сінгапуру на житлові зони, Рада з питань житла та розвитку започаткувала стратегію «нових міст», згідно з якою Сінгапур налічує 24 міста та 3 земельних володіння.
Конституція країни була прийнята 3 червня 1959 року; змінена 1965 року після надбання повної державної незалежності.

### Охорона правопорядку
Сінгапур є одним із найбезпечніших (2-е місце у світі після Люксембургу) як для своїх громадян, так і для іноземних туристів, держав. Відповідно до міжнародних рейтингів, Сінгапур є однією з найменш корумпованих держав світу. У державі існує дуже великий перелік найрізноманітніших штрафів та заборон.

## Населення
Станом на 2020 рік чисельність постійного населення Сінгапуру становить 5 850 345 осіб, з них 4,0 млн громадяни Сінгапуру, тоді як решта (37 %) мають дозвіл на постійне проживання або іноземні працівники. 23 % громадян Сінгапуру народились за його межами. У 2011 році було півмільйона жителів із дозволом на постійне проживання. Чисельність постійного населення не враховує 11 млн туристів, що відвідують Сінгапур щорічно.
Середній вік сінгапурців 37 років, а середня кількість людей, що проживають в одному домі 3.5 людини. Через нестачу землі 4 з 5 сінгапурців живе в квартирах висотних будинків збудованих державою за програмою соціального житла. У 2010 році три чверті сінгапурців жили в помешканнях рівних або більших ніж чотирикімнатна квартира будівництва HDB або приватного. Процент домовласників серед громадян та резидентів рівний близько 87,2 %.. Рівень поширення мобільних телефонів надзвичайно високий і дорівнює 1400 абонентів мобільного зв'язку на 1000 осіб. Проте тільки 1 з 10 жителів володіє автомобілем.
У 2010 році, загальний рівень народжуваності був 1,1 дитини на жінку, третє найнижче значення у світі і значно нижче рівня 2,1 необхідного для підтримки чисельності населення без зміни. Щоби подолати цю проблему, протягом останніх десятиріч уряд заохочує іноземців іммігрувати до Сінгапуру. Велика кількість іммігрантів забезпечила зростання населення Сінгапуру. У Сінгапурі традиційно один із найнижчих рівнів безробіття серед розвинутих країн. Сінгапурський рівень безробіття за останнє десятиріччя не перевищував 4 %, досягнувши свого піку в 3 % протягом світової фінансової кризи 2009 року, проте згодом упав до 1,9 % в 2011 році.
Близько 40 відсотків жителів Сінгапуру іноземці, один із найвищих показників у світі. Уряд розглядає можливість обмеження таких робітників, хоча визнає, що вони грають значну роль в економіці країни. Іноземні працівники становлять 80 % у будівельній галузі та до 50 % у сфері послуг.
Згідно з урядовим переписом 2009 року 74,2 % жителів були китайцями, 13,4 % — малайцями, та 9,2 % індійського походження, тоді як жителі європейського походження становили 3,2 %. До 2010 року, кожна людина могла відмітитись як представник тільки однієї національності, по умовчанню брали національність його чи її батька, таким чином, люди змішаного походження в урядових переписах групувались виключно по батьківській лінії. Починаючи з 2010 року, люди можуть вибирати подвійну класифікацію, в якій вони вказують першу національність та другу національність, але не більше двох.

### Освіта

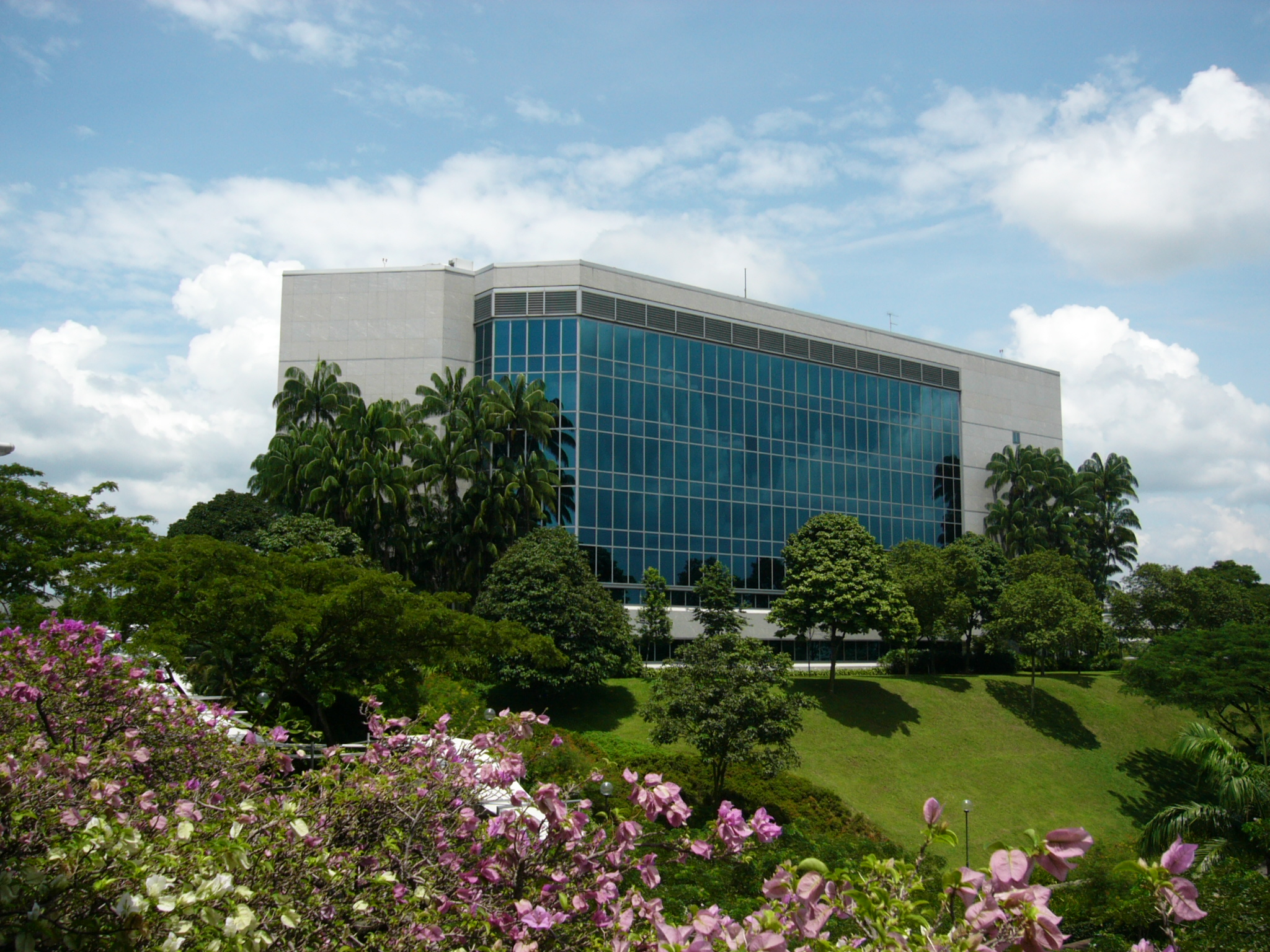
Адміністративний корпус Наньянського технологічного університету.

Освіта в Сінгапурі підпорядковується Міністерству освіти, яке керує освітньою політикою. Міністерство контролює процес розвитку і управління державними школами, які отримують державне фінансування, а також виконує консультативну та контрольну роль у приватних школах. Для приватних і державних шкіл існують відмінності щодо рівня їхньої автономії у виборі навчальних програм, масштабів державної допомоги і фінансування, навантаження на учнів, а також правил прийому учнів.
Діти із фізичними вадами відвідують спеціальні школи, які також підпорядковуються Міністерству освіти Сінгапуру. Витрати на освіту зазвичай становлять близько 20 відсотків національного бюджету, який субсидіює державні і підтримувані урядом приватні заклади освіти. При цьому вартість навчання для не громадян Сінгапуру є відчутно вищою, ніж для громадян країни.
У 2000 році Парламент Сінгапуру прийняв закон, що регламентує обов'язковість освіти для дітей шкільного віку, а також запроваджує відповідальність для батьків у випадку, якщо вони не забезпечують належним чином відвідування школи своїм дітям. Винятки дозволяються у випадку, якщо дитина навчається вдома або у спеціалізованій релігійній школі.
У навчальних закладах Сінгапуру викладання більшості предметів здійснюється англійською мовою, особливо це стосується математики і природничих наук. Колишній прем'єр-міністр Лі Куан Ю запропонував ідею англійської мови, як мови повсякденного спілкування, яка би полегшувала спілкування громадян різних етнічних і культурних груп, а також спрощувала би процес інтеграції Сінгапуру у світову економіку.

### Етнічні групи та мови
За даними 2010 року, в країні наявні такі етнічні групи:
- китайці — 74,1 %
- малайці — 13,4 %
- індійці — 9,2 %
- інші — 3,3 %.

Мови в користуванні, за звітом перепису населення 2010 року:
- мандаринська — 35 %
- англійська — 23 %
- малайська — 14,1 %
- південномінська (хоклі) — 11,4 %
- кантонська 5,7 %
- чаошанський[en] (теочю) — 4,9 %
- тамільська — 3,2 %
- інші китайські діалекти — 1,8 %
- інші мови — 0,9 %.

Більшість сінгапурців розмовляє англійською. Існують два варіанти англійської мови: офіційна стандартна сінгапурська англійська, і простонародна креольська мова, що називається сингліш. Уряд країни заохочує двомовність, надаючи перевагу англійській, як мові міжнародного спілкування, і мандарину, як мові зв'язку з колишньою батьківщиною. Ця політика проводиться за рахунок інших китайських мов, викладання яких не ведеться у школах. Критикується також сингліш. Все ж, відмирання традиційних мов різних етнічних спільнот відбувається дуже повільно, а сингліш залишається основною говіркою на вулицях Сінгапура.

### Релігійні течії країни

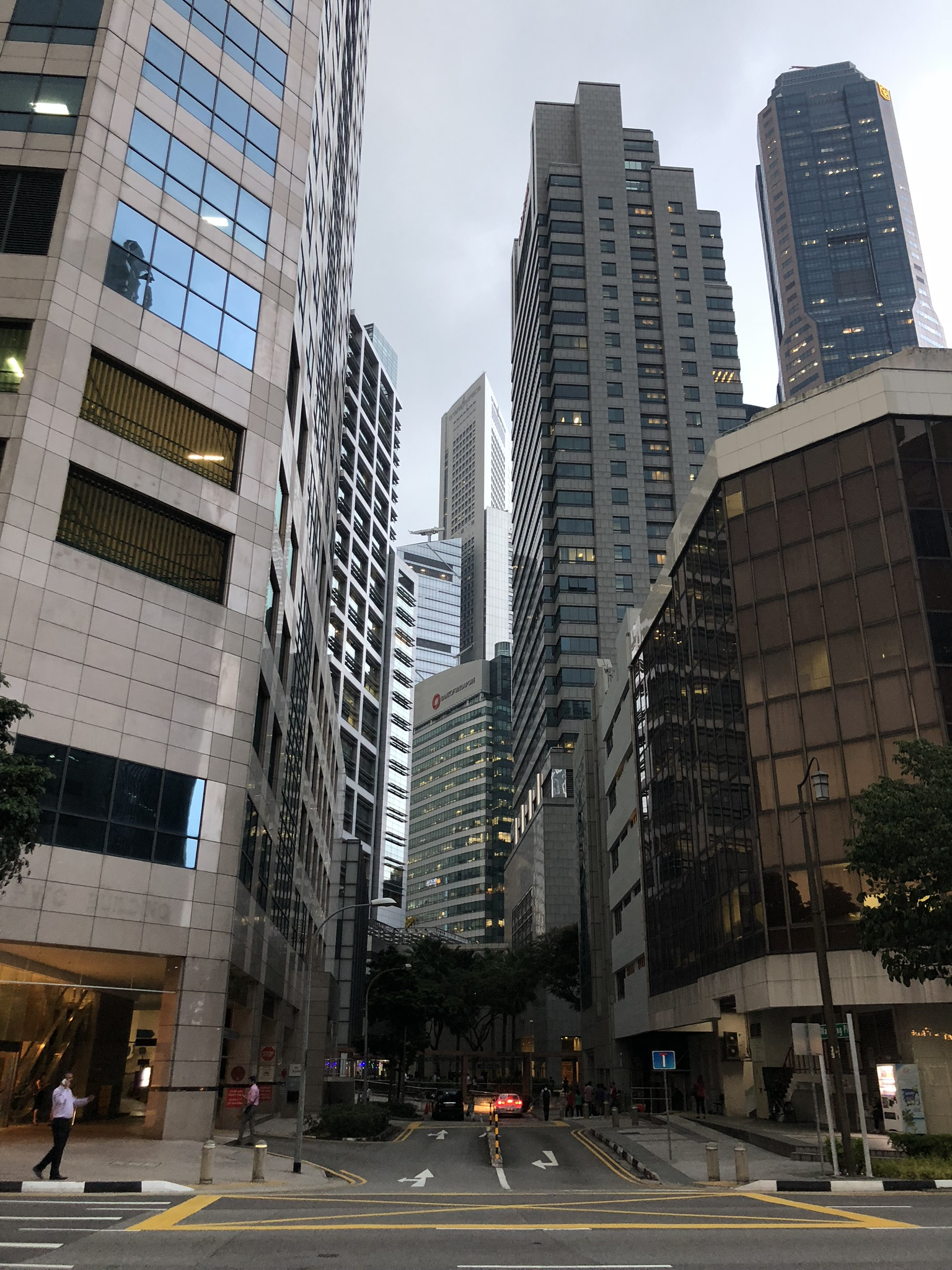
Вулиці міста

Сінгапурці здебільшого матеріалістичні й прагматичні. Ідеалом для них є принцип п'яти C: cash (гроші), credit card (кредитна картка), car (авто), condo (кондомініум), country club (кантрі-клуб), але духовне життя в країні теж існує.
За даними перепису населення 2000 року в Сінгапурі сповідуються такі релігії:
- буддизм — 42,5 %
- іслам — 14,9 %
- даосизм — 8,5 %
- індуїзм — 4 %
- католицизм — 4,8 %
- інші християни — 9,8 %
- інші 0,7 %
- нерелігійні 14,8 %.

### Здоров'я
Сінгапур має загалом ефективну систему охорони здоров'я, незважаючи на досить низькі бюджетні витрати, як для розвинутих країн. Світова організація охорони здоров'я дає Сінгапуру шосте місце у світі у своєму звіті. Загалом, Сінгапур має найнижчий рівень дитячої смертності у світі протягом останніх двадцяти років. Середня очікувана тривалість життя в Сінгапурі 79 для чоловіків та 83 для жінок, що дає країні 15-те місце у світовому рейтингу. Майже все населення має доступ до якісної води та каналізації. Щороку від СНІДу в країні помирає менш ніж 10 осіб на 100 000. Тут високий рівень імунізації. Показник ожирінням в дорослому віці менший ніж 10 %.
Система охорони здоров'я заснована на принципах «трьох M». Що означає: Medifund, який забезпечує захист для тих, хто не може дозволити собі медичне обслуговування, Medisave, обов'язкова схема медичних заощаджень, яка охоплює близько 85 % населення, та Medishield, схема медичного страхування, що фінансується державою. Державні лікарні в Сінгапурі мають автономію щодо управлінських рішень та конкурують за пацієнтів. Для осіб з низькими доходами існують схеми субсидій. У 2008 році, система охорони здоров'я була профінансована на 31,9 %, що становить приблизно 3,5 % від ВВП Сінгапуру.

## Збройні сили
Основна стаття: Збройні сили Сінгапуру

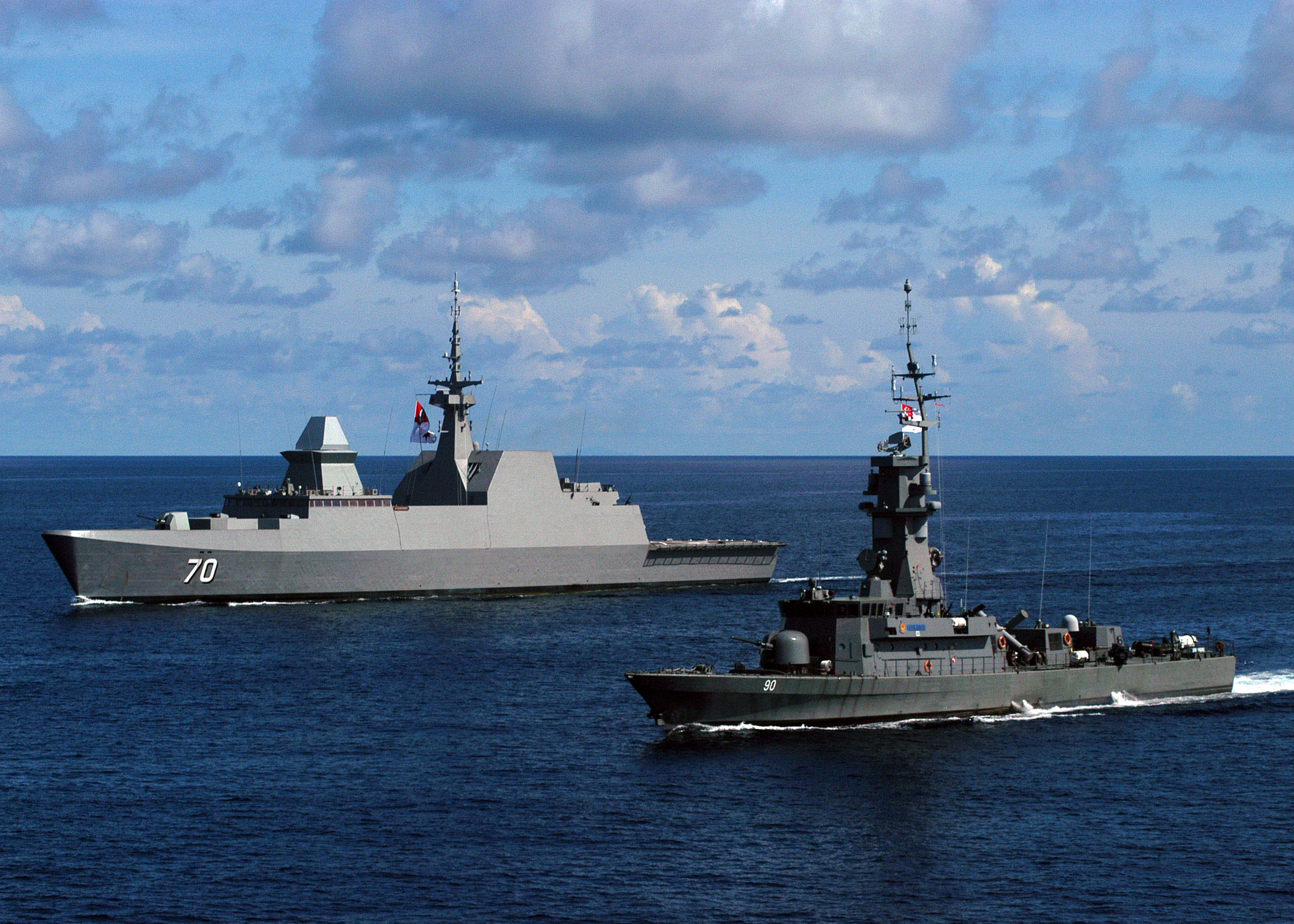
Військові кораблі Сінгапуру RSS Steadfast і RSS Vigilance

Незважаючи на малий розмір держави, Сінгапур має наймодерніші збройні сили в Південно-Східній Азії.
Сухопутні війська налічують близько 72 000 військовослужбовців. ВПС складаються з 3000 осіб, одного авіаційного полку та навчальної ланки. ВМС має на озброєнні підводні човни, корвети, фрегати, десятки катерів берегової охорони, дві військові бази.

## Культура

### Театри, музеї, бібліотеки
- Національний музей Сінгапуру
- Музей азійських цивілізацій
- Національна бібліотека Сінгапуру

### Парки, сади, зоопарки, акваріуми
- Парк Марін Лайф
- Кент Рідж Парк
- Еспланада
- Сінгапурський ботанічний сад
- Сади біля затоки

### Готелі, казино, басейни
- Marina Bay Sands
- Фонтан Багатства

## Українсько-Сінгапурські зв'язки
- Посольство України в Республіці Сінгапур [Архівовано 14 червня 2009 у Wayback Machine.]
- 2008 рік ознаменувався початком розвитку українсько-сінгапурського співробітництва у сфері освіти. У період з 13 по 15 листопада 2008 року було здійснено візит до України Сінгапурської науково-освітянської делегації у складі представників Агентства «A-STAR», Національного університету Сінгапуру (НУС) і Наньянгського технологічного університету (НТУ). У результаті сінгапурськими фахівцями було встановлено контакти із провідними українськими вищими навчальними закладами, а також обговорено перспективи подальшого розвитку двостороннього співробітництва у науково-освітянській і науково-дослідній сферах[82].
- 3 квітня 2009 року у Верховній Раді України було утворено депутатську групу Верховної Ради України з міжпарламентських зв'язків з Республікою Сінгапур[83].
- Для громадян України в Сінгапурі потрібна віза. Термін дії візи становить 90 діб, проте максимальний безвиїзний термін перебування у країні становить 30 діб. 3а наявності авіаквитків в третю країну при перебуванні в Сінгапурі до 96 годин віза не потрібна.